# 迟子建
迟子建（1964年2月27日—），祖籍山东海阳，生于黑龙江漠河，中华人民共和国女作家，其代表作《额尔古纳河右岸》曾荣膺第七届茅盾文学奖。

## 生平
迟子建出生在中国最北端的黑龙江省漠河县北极村，长期生活在哈尔滨市，其父迟泽凤是小学校长，好诗文，因极喜爱三国时代作家：曹植（字子建）的名篇《洛神赋》，因此为她取名“迟子建”。
1981年，迟子建考入大兴安岭师范学校，并于在校期间的1983年开始写作，其处女作在《北方文学》上发表。
1986年，迟子建在《人民文学》上发表《北极村的童话》一文，从而成名。
1988年，迟子建求学于西北大学作家班，次年考入北京师范大学和鲁迅文学院合办的研究生班学习。
1990年，迟子建毕业后返回黑龙江并在作协工作至今，成为全职作家，现是一级作家。
1998年，迟子建与黄世君（曾任塔河县县委书记）结为夫妻。2002年5月，黄世君因车祸不幸罹难，迟子建深受打击，但她坚强地从悲痛中走了出來，并把更多的时间用于写作，相继写出了《世界上所有的夜晚》、《越过云层的晴朗》等作品。
2005年，迟子建在《收获》上连载《额尔古纳河右岸》，该小说描写了中国东北少数民族鄂温克族人的生存现状及其历经的百年沧桑，其文学主题具有史诗品格与世界意义。
2020年1月15日，当选为政协黑龙江省第十二届委员会副主席。

## 文字风格
迟子建的文风沉静婉约，描写细腻生动，语言精妙，具有一种淡淡的伤怀之美，给人以巨大的文学震撼，因此，获得了许多读者的喜欢与青睐，其粉丝自称为“灯谜”（源自她的小名“迎灯”）。

## 获奖情况
1996年，迟子建以短篇小说《雾月牛栏》获得首届鲁迅文学奖。
2000年，迟子建以《清水洗尘》再获鲁迅文学奖。
2007年，迟子建以中篇小说《世界上所有的夜晚》第三次获得鲁迅文学奖。她是唯一一位三次获得鲁迅文学奖的作家。
2008年，迟子建凭借小说《额尔古纳河右岸》获得中國长篇小说的最高奖项——第七届茅盾文学奖。获奖评语中称这部作品是“一部风格鲜明、意境深远、思想性和艺术性俱佳的上乘之作。”
2016年，《群山之巔》獲得第六届紅樓夢獎專家推薦獎。
2019年，凭借作品《炖马靴》获得第十届“茅台杯”《小说选刊》年度短篇小说奖。

## 作品

### 长篇小说
- 《晨钟响彻黄昏》1994年沈阳出版社
- 《伪满洲国》上下卷，2000年作家出版社
- 《越过云层的晴朗》2003年上海文艺出版社
- 《额尔古纳河右岸》2005年北京十月文艺出版社
- 《白雪乌鸦》2010年人民文学出版社
- 《群山之巔》2015年人民文学出版社
- 《烟火漫卷》上下卷，2020年人民文学出版社

### 中篇小说
- 《北极村童话》1986年作家出版社
- 《踏着月光的行板》2003年北京十月文艺出版社
- 《世界上所有的夜晚》2005年人民文学出版社
- 《黄鸡白酒》2011年湖南文艺出版社
- 《晚安玫瑰》2013年人民文学出版社
- 《空色林澡屋》2017年长江文艺出版社

### 短篇小说
- 《北国一片苍茫》1987年
- 《逝川》1994年长江文艺出版社
- 《亲亲土豆》1995年江苏文艺出版社
- 《雾月牛栏》1996年华文出版社
- 《花瓣饭》2002年中国福利会出版社
- 《微风入林》2003年春风文艺出版社
- 《一坛猪油》2008年人民文学出版社
- 《炖马靴》2022年作家出版社
- 《雪窗帘》2016年百花洲文艺出版社[2]

### 散文集
- 《迟子建散文集》五册，2000年浙江文艺出版社
- 《我的世界下雪了》2016年浙江文艺出版社

### 文集
- 《迟子建文集》四册，1997年江苏文艺出版社
- 《迟子建作品》十册，2021年作家出版社